# The Staple Singers
The Staple Singers est un groupe de musique gospel, R&B et soul formé par 
Roebuck « Pops » Staples (1914–2000), le père, et ses enfants Cleotha (1934-2013), Pervis (né en 1935), Yvonne (1937-2018) et Mavis (née en 1939).
Actif de 1948 à 1994, ce groupe rencontra du succès dans les années 1970 avec des morceaux comme I'll Take You There, Respect Yourself, The Weight ou Let's Do It Again.
Par la suite, Mavis Staples poursuivra brillamment une carrière solo, s'appuyant sur sa voix puissante et rocailleuse.

## Biographie
Roebuck et Oceola et leurs enfants Pervis, Mavis et Yvonne ont commencé à chanter dans les églises de la région de Chicago en 1948, sous le nom de The Staple Swingers (qui deviendra plus tard The Staple Singers) . Ils signent leur premier contrat professionnel en 1952.

## Discographie

### Albums du groupe
- 1965 : Freedom Highway (Epic Records) recorded live at Chicago's New Nazareth Church (réédition intégrale, 2015), en hommage aux marcheurs pour les droits civiques Selma-Montgomery, Alabama, en mars 1965
- 1968 : Soul Folk in Action (Stax Records) avec les The Memphis Horns et Donald 'Duck' Dunn
- 1969 : We'll Get Over  (Stax Records) produit par Steve Cropper
- 1972 : Be Altitude : Respect Yourself  (Stax Records)
- 1973 : Be What You Are  (Stax Records)

### Albums de « Pops » Staples
- 1969 : Jammed Together de Pops Staples (Stax Records) avec Steve Cropper, Albert King,Isaac Hayes...
- 1992 : Peace to the Neightborhood de Pops Staples (Virgin) avec Ry Cooder, Jackson Browne, Bonnie Raitt ...
- 1994 : Father, Father (Virgin) avec Ry Cooder et Jim Keltner  (Grammy Award du meilleur album de blues contemporain)

### Albums de Mavis Staples
- 1970 : Only for the Lonely
- 1979 : Oh What a Feeling produit par Jerry Wexler & Barry Becket
- 1989 : Time Waits for No One produit par Prince
- 1993 : The Voice produit entre autres par Prince
- 1996 : Spirituals and gospel - Tribute to Mahalia Jackson avec Lucky Peterson (Verve)
- 2003 : Go Tell It on the Mountain de The Blind Boys of Alabama avec Mavis Staples, Solomon Burke...
- 2007 : We'll Never Turn Back produit par Ry Cooder (Anticon) avec Ladysmith Black Mambazo, Jim Keltner...